# 科佩那姆橋
科佩那姆橋（荷蘭語：Coppenamebrug）是位於南美洲蘇里南科佩那姆河上的一條橋，於1999年啟用，長約1.6英里。
科佩那姆橋是東西走廊的一部份，連接科羅尼區的珍妮與薩拉馬卡區的博斯坎普。
5°46′19″N 55°53′45″W / 5.77194°N 55.89583°W